# Reprezentacja Korei Południowej w piłce nożnej kobiet
Reprezentacja Korei Południowej w piłce nożnej kobiet – kobieca piłkarska reprezentacja Korei Południowej. Największym sukcesem reprezentacji jest II miejsce w pucharze Azji w 2022 roku oraz 1/8 finału na Mistrzostwach Świata 2015.

## Udział w turniejach międzynarodowych

### Mistrzostwa Świata
Południowokoreańskiej drużynie 4 razy udało się zakwalifikować do finałów MŚ.
| Rok   | Runda                   | M                       | W                       | R                       | P                       | GZ                      | GS                      |
| ----- | ----------------------- | ----------------------- | ----------------------- | ----------------------- | ----------------------- | ----------------------- | ----------------------- |
| 1991  | Nie zakwalifikowała się | Nie zakwalifikowała się | Nie zakwalifikowała się | Nie zakwalifikowała się | Nie zakwalifikowała się | Nie zakwalifikowała się | Nie zakwalifikowała się |
| 1995  | Nie zakwalifikowała się | Nie zakwalifikowała się | Nie zakwalifikowała się | Nie zakwalifikowała się | Nie zakwalifikowała się | Nie zakwalifikowała się | Nie zakwalifikowała się |
| 1999  | Nie zakwalifikowała się | Nie zakwalifikowała się | Nie zakwalifikowała się | Nie zakwalifikowała się | Nie zakwalifikowała się | Nie zakwalifikowała się | Nie zakwalifikowała się |
| 2003  | Faza Grupowa            | 3                       | 0                       | 0                       | 3                       | 0                       | 11                      |
| 2007  | Nie zakwalifikowała się | Nie zakwalifikowała się | Nie zakwalifikowała się | Nie zakwalifikowała się | Nie zakwalifikowała się | Nie zakwalifikowała się | Nie zakwalifikowała się |
| 2011  | Nie zakwalifikowała się | Nie zakwalifikowała się | Nie zakwalifikowała się | Nie zakwalifikowała się | Nie zakwalifikowała się | Nie zakwalifikowała się | Nie zakwalifikowała się |
| 2015  | 1/8 finału              | 4                       | 1                       | 1                       | 2                       | 4                       | 8                       |
| 2019  | Faza Grupowa            | 3                       | 0                       | 0                       | 3                       | 1                       | 8                       |
| 2023  | Faza Grupowa            | 3                       | 0                       | 1                       | 2                       | 1                       | 4                       |
| Razem | 4/9                     | 13                      | 1                       | 2                       | 10                      | 7                       | 31                      |

### Igrzyska Olimpijskie
Południowokoreańskiej drużynie nigdy nie udało się zakwalifikować do Igrzysk Olimpijskich.
| Rok   | Runda                   | M                       | W                       | R                       | P                       | GZ                      | GS                      |
| ----- | ----------------------- | ----------------------- | ----------------------- | ----------------------- | ----------------------- | ----------------------- | ----------------------- |
| 1996  | Nie zakwalifikowały się | Nie zakwalifikowały się | Nie zakwalifikowały się | Nie zakwalifikowały się | Nie zakwalifikowały się | Nie zakwalifikowały się | Nie zakwalifikowały się |
| 2000  | Nie zakwalifikowały się | Nie zakwalifikowały się | Nie zakwalifikowały się | Nie zakwalifikowały się | Nie zakwalifikowały się | Nie zakwalifikowały się | Nie zakwalifikowały się |
| 2004  | Nie zakwalifikowały się | Nie zakwalifikowały się | Nie zakwalifikowały się | Nie zakwalifikowały się | Nie zakwalifikowały się | Nie zakwalifikowały się | Nie zakwalifikowały się |
| 2008  | Nie zakwalifikowały się | Nie zakwalifikowały się | Nie zakwalifikowały się | Nie zakwalifikowały się | Nie zakwalifikowały się | Nie zakwalifikowały się | Nie zakwalifikowały się |
| 2012  | Nie zakwalifikowały się | Nie zakwalifikowały się | Nie zakwalifikowały się | Nie zakwalifikowały się | Nie zakwalifikowały się | Nie zakwalifikowały się | Nie zakwalifikowały się |
| 2016  | Nie zakwalifikowały się | Nie zakwalifikowały się | Nie zakwalifikowały się | Nie zakwalifikowały się | Nie zakwalifikowały się | Nie zakwalifikowały się | Nie zakwalifikowały się |
| 2020  | Nie zakwalifikowały się | Nie zakwalifikowały się | Nie zakwalifikowały się | Nie zakwalifikowały się | Nie zakwalifikowały się | Nie zakwalifikowały się | Nie zakwalifikowały się |
| 2024  | Nie zakwalifikowały się | Nie zakwalifikowały się | Nie zakwalifikowały się | Nie zakwalifikowały się | Nie zakwalifikowały się | Nie zakwalifikowały się | Nie zakwalifikowały się |
| 2028  | Do ustalenia            | Do ustalenia            | Do ustalenia            | Do ustalenia            | Do ustalenia            | Do ustalenia            | Do ustalenia            |
| 2032  | Do ustalenia            | Do ustalenia            | Do ustalenia            | Do ustalenia            | Do ustalenia            | Do ustalenia            | Do ustalenia            |
| Razem | 0/8                     | 0                       | 0                       | 0                       | 0                       | 0                       | 0                       |

### Mistrzostwa Azji
Południowokoreańskiej drużynie 13 razy udało się zakwalifikować do finałów Pucharu Azji.
| Rok   | Runda             | M                 | W                 | R                 | P                 | GZ                | GS                |
| ----- | ----------------- | ----------------- | ----------------- | ----------------- | ----------------- | ----------------- | ----------------- |
| 1975  | Nie uczestniczyły | Nie uczestniczyły | Nie uczestniczyły | Nie uczestniczyły | Nie uczestniczyły | Nie uczestniczyły | Nie uczestniczyły |
| 1977  | Nie uczestniczyły | Nie uczestniczyły | Nie uczestniczyły | Nie uczestniczyły | Nie uczestniczyły | Nie uczestniczyły | Nie uczestniczyły |
| 1979  | Nie uczestniczyły | Nie uczestniczyły | Nie uczestniczyły | Nie uczestniczyły | Nie uczestniczyły | Nie uczestniczyły | Nie uczestniczyły |
| 1981  | Nie uczestniczyły | Nie uczestniczyły | Nie uczestniczyły | Nie uczestniczyły | Nie uczestniczyły | Nie uczestniczyły | Nie uczestniczyły |
| 1983  | Nie uczestniczyły | Nie uczestniczyły | Nie uczestniczyły | Nie uczestniczyły | Nie uczestniczyły | Nie uczestniczyły | Nie uczestniczyły |
| 1986  | Nie uczestniczyły | Nie uczestniczyły | Nie uczestniczyły | Nie uczestniczyły | Nie uczestniczyły | Nie uczestniczyły | Nie uczestniczyły |
| 1989  | Nie uczestniczyły | Nie uczestniczyły | Nie uczestniczyły | Nie uczestniczyły | Nie uczestniczyły | Nie uczestniczyły | Nie uczestniczyły |
| 1991  | Faza grupowa      | 3                 | 0                 | 0                 | 3                 | 0                 | 22                |
| 1993  | Faza grupowa      | 3                 | 1                 | 0                 | 2                 | 4                 | 9                 |
| 1995  | IV miejsce        | 5                 | 2                 | 1                 | 2                 | 11                | 5                 |
| 1997  | Faza grupowa      | 2                 | 1                 | 0                 | 1                 | 11                | 1                 |
| 1999  | Faza grupowa      | 4                 | 3                 | 0                 | 1                 | 30                | 5                 |
| 2001  | IV miejsce        | 6                 | 4                 | 0                 | 2                 | 16                | 10                |
| 2003  | III miejsce       | 6                 | 4                 | 1                 | 1                 | 22                | 5                 |
| 2006  | Faza grupowa      | 4                 | 2                 | 0                 | 2                 | 14                | 6                 |
| 2008  | Faza grupowa      | 3                 | 2                 | 0                 | 1                 | 5                 | 3                 |
| 2010  | Faza grupowa      | 3                 | 1                 | 1                 | 1                 | 6                 | 3                 |
| 2014  | IV miejsce        | 5                 | 2                 | 1                 | 2                 | 18                | 4                 |
| 2018  | V miejsce         | 4                 | 2                 | 2                 | 0                 | 9                 | 0                 |
| 2022  | II miejsce        | 6                 | 4                 | 1                 | 1                 | 11                | 4                 |
| Razem | 13/20             | 54                | 28                | 7                 | 19                | 157               | 77                |

## Skład
Aktualny skład dostępny jest na stronie internetowej soccerdonna.de